# Мария Хубчева
Мария Момчилова Стайкова Хубчева е българска революционерка, деятелка на Върховния македоно-одрински комитет.

## Биография
Родена е в 1856 година в ахъчелебийското село Аламидере, тогава в Османската империя, днес Полковник Серафимово, България. Включва се дейно в освободителното движение на българите и става деятелка на ВМОК. До 1906 година, когато е арестувана за пробългарска дейност, Мария Хубчева развива широка дейност по укриване, прехрана и спомагане по всякакъв начин на революционери на организацията, преминали през селото. В 1906 година турска войска блокира селото, тъй като са издадени революционерите, които в това време са в него, като част от тях са в къщата на Хубчева. Комитите успяват да се измъкнат, но Мария Хубчева заедно с други дейци на организацията е арестувана и закарана в Пашмакли, а от там в Одрин. Осъдена е на три години строг военен надзор. Лежи в Одринския затвор за революционната си дейност до Хуриета, когато е помилвана при общата амнистия. Завръща се в родното си село, където живее към 1943 година.
На 25 март 1943 година, като жителка на Полковник Серафимово, подава молба за българска народна пенсия, която е одобрена и пенсията е отпусната от Министерския съвет на Царство България.